# Volterrano Volterrani

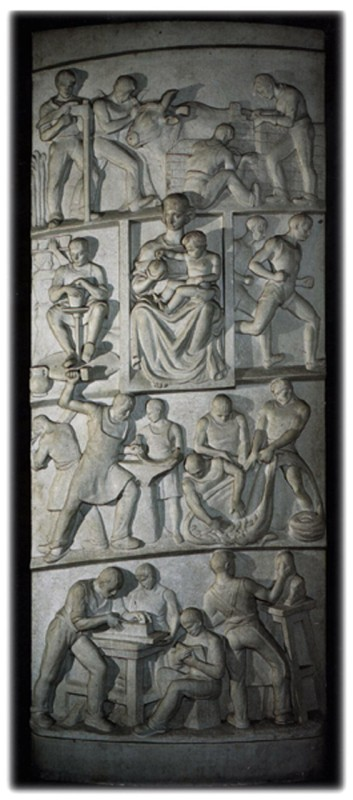
L'uomo e il lavoro, 1934 ca. (Fondazione Cariplo)

Volterrano Volterrani, pseudonimo di Almo Volterano (Carrara, 5 ottobre 1891 – Roma, 15 marzo 1963), è stato uno scultore italiano.

## Biografia
Negli anni Dieci si forma all'Accademia di Belle Arti di Roma. Dopo la prima guerra mondiale il suo stile risente del gusto per la statuaria romana degli artisti riuniti intorno alla rivista "Valori Plastici". Nel 1921 partecipa alla Prima Biennale romana. Negli anni Trenta ottiene i primi riconoscimenti: nel 1933 collabora alla realizzazione dell'organo dell'Aula Magna del Pontificio Istituto di Musica Sacra e nel 1938 partecipa all'Esposizione Universale di New York. Ha realizzato il Monumento ai Caduti di Anagni, la statua di cera di Santa Maria Goretti dell'Ospedale di Nettuno (1947) e il Battistero della chiesa di San Leone a Roma (1952). Nel 1955 partecipa alla VII Quadriennale nazionale d'Arte di Roma.